# Temelucha novascotiae
Temelucha novascotiae är en stekelart som beskrevs av Dasch 1979. Temelucha novascotiae ingår i släktet Temelucha och familjen brokparasitsteklar. Inga underarter finns listade i Catalogue of Life.